# Kiyomi Hayashi
Kiyomi Hayashi (林 紀代美, Hayashi Kiyomi), née en août 1974 dans la préfecture de Yamaguchi, est une géographe japonaise. Elle est spécialisée dans la pêche, qu'elle étudie du point de vue de la géographie humaine. Ses livres sont récompensés par de nombreux prix.

## Carrière
Kiyomi Hayashi naît en 1974 dans la préfecture de Yamaguchi . Elle est diplômée de l'Université d'éducation de Nara en 1997 et obtient son master à l'Université d'éducation d'Osaka en 2000. Elle commence un doctorat en études environnementales qu'elle abandonne en 2002 pour devenir professeure à l'Université de Kanazawa. Elle est promue professeure associée en 2004.

## Travaux
Les recherches de Kiyomi Hayashi portent sur l'origine et la chaîne d'approvisionnement des produits marins au Japon et sur le volet culturel de leur consommation. C'est par exemple le cas dans la région de Noto où elle fait l'inventaire de pratiques culinaires régionales. Ces façons spécifiques de préparer les aliments sont ensuite proposées à l'inscription sur la liste des biens culturels folkloriques immatériels du Japon. Elle étudie également la diffusion, la distribution et la consommation de nouveaux poissons au Japon. Enfin, dans une approche de géographie humaine, elle analyse l'évolution de la consommation d'aliments de qualité et d'ingrédients considérés comme locaux et traditionnels et les conséquences de leur promotion. Elle élabore plusieurs programmes afin de comprendre l'utilisation de la pêche et des produits de la mer dans l'apprentissage de l'alimentation dans les écoles secondaires.
À la suite du séisme de 2007 de Chūetsu-oki, elle propose de lier les connaissances de l'industrie de la pêche et celles de l'enseignement de la géographie afin d'améliorer l'éducation à la prévention des catastrophes.
Les ouvrages tirés de ses recherches, ainsi que son engagement pour l'éducation des jeunes aux risques de catastrophes, ont fait l'objet de nombreuses récompenses,.

## Publications
- (ja) Kiyomi Hayashi et 林紀代美, Gyoshoku to Nihonjin : suisan to hito, seikatsu, chiiki no kakawari [« Nourriture pour poissons, pêches japonaises et personnes, vie et relations communautaires »],‎ 2015 (ISBN 978-4-7722-3174-9 et 4-7722-3174-9, OCLC 931496003, lire en ligne)

- (ja) Kiyomi Hayashi et 紀代美 林, Gyogyo sakana umi o toshite mitsumeru chiki : Chirigaku kara no apurochi. [« Une région à travers l'industrie de la pêche : le poisson et la mer Fuyuyumisha »], Tokyusha,‎ mars 2013 (ISBN 978-4-925220-32-3 et 4-925220-32-2, OCLC 840122969, lire en ligne)

- (ja) Hitoshi Araki, Kiyomi Hayashi, 一視 荒木 et 紀代美 林, Shoku to no no firudowaku nyumon. [« Introduction au travail de terrain dans l'alimentation et l'agriculture »], Showado,‎ avril 2019 (ISBN 978-4-8122-1809-9 et 4-8122-1809-8, OCLC 1104040660, lire en ligne)

## Hommages et distinctions
Kiyomi Hayashi est membre de plusieurs sociétés, comme l'Union japonaise des géosciences, la Société internationale des cartes du Japon, la Société Géographique Humaine, la Société d'éducation géographique du Japon, la Société régionale des pêches et l'Association des géographes japonais.
- 2006 : Prix d'encouragement pour une publication de la Japan International Map Society[8]
- 2008 : Prix Nakadate de l'encouragement de la Regional Fisheries Society[6]

- 2016 : Prix de la Société régionale des pêches pour Nourriture pour poissons, pêches japonaises et personnes, vie et relations communautaires[6]
- 2016 : Prix de la Human Geographical Society pour Nourriture pour poissons, pêches japonaises et personnes, vie et relations communautaires[7]
- 2018 : Prix de la Human Geographical Society pour l'article "Géographie urbaine de la région de Nagoya"[7]